# Toxic Avenger
Toxic Avenger är en film distribuerad av Troma Entertainment från 1984, och grunden till vad som sedan blev den animerade TV-serien Toxic Crusaders.

## Handling
Melvin Junko från fiktiva Tromaville i New Jersey överlever ett fall ner i en avfallstunna, och förvandlas till en mutant. Han använder sina nya krafter i kampen mot stadens skurkar.

### Fotnoter
1. ↑  ”The Original Toxic Avenger” (på engelska). Troma Entertainment. 22 mars 1984. Arkiverad från originalet den 26 december 2017. https://web.archive.org/web/20171226045401/https://www.toxicavenger.com/movies/ta1/index.html. Läst 13 februari 2015.